# Церква Покрови Пресвятої Богородиці (Кушлин)
Церква Покрови Пресвятої Богородиці в Кушлині — пам'ятка, православний парафіяльний храм (ПЦУ) у селі Кушлині Кременецької громади Кременецького району Тернопільської области України.

## Історія
Побудована у 1926 році на місці згорілої.
У одному з державних актів згадано про Кушлин і тодішню діючу церкву Покрови Пресвятої Богородиці, побудовану в 1887 році (освячена 30 вересня) на кошти прихожан. Вона була дерев'яна, з дубових різаних брусів, стояла поруч з дерев'яною дзвіницею, на кам’яному фундаменті, покрита залізом, зовні та всередині пофарбована олійними фарбами. Цей храм був споруджений на місці старого, побудованого ще в 1720 році.
Землі при церкві було: присадибної 3 дес., орної 41 дес. 329 саж., сінокосу з лісом 14 дес. 260 саж. і під пасікою 7 дес. 530 саж.; платили: священникові — 300 крб. псаломщикові — 50 крб. і просфорнику — 16 крб.
Для священника збудували на кошти прихожан хату, 1887 р. горинський поміщик Йосип Левицький обновив хлів і льох. У селі тоді нараховувалося 143 двори, школи не було; селянські діти ходили до Горинки в народне однокласне училище.

## Парохи
- ієрей Григорій Божкевич (1748–1753),
- о. Василь Малевич (1753–1754),
- о. Іван Лилявський,
- о. Хома Крупицький,
- о. Стефан Левитський,
- о. Йосип Сильвестр,
- о. Ілля-Авксент Рибчинський,
- о. Веніамін-Василь Капустинський (нар. 1884),
- о. Микола Глазовський (1954—2000),
- о. Андрій Вараниця (від 2000).